# ميناء الخمس التجاري
ميناء الخمس التجاري هو ميناء بحري على ساحل البحر الأبيض المتوسط بليبيا، يقع الميناء في الخمس، وهو مخصص بشكل أساسي من أجل إستقبال الحاويات ويصل قدرة الميناء إلى 1,500,000 طن سنوياً.